# Thornton Wilder
Thornton Wilder (n. 17 aprilie 1897, Madison, Wisconsin, SUA – d. 7 decembrie 1975, New Haven, Connecticut, SUA) a fost un dramaturg și romancier american.  A câștigat de trei ori Premiul Pulitzer— pentru romanul The Bridge of San Luis Rey și pentru două piese de teatru Our Town și The Skin of Our Teeth și  National Book Award (SUA) pentru romanul The Eighth Day.

## Lucrări
- The Bridge of San Luis Rey este al doilea roman al său.

Evenimentele din roman au loc în Peru în secolul al XVIII-lea. La 20 iulie 1714, un pod incaș din frânghie (suspendat) peste râul Apurímac s-a prăbușit între Lima și Cuzco, provocând moartea a cinci persoane. Călugărul franciscan Juniper încearcă să dea seama dacă a existat providența lui Dumnezeu în moartea acestor cinci persoane și de ce Domnul a ales acești oameni. Aflând detaliile poveștilor de viață ale celor cinci nefericiți, Juniper scrie o carte despre evenimentele petrecute pentru a încerca să determine bunătatea și evlavia oamenilor. Când acestă carte cade în mâinile judecătorilor, este considerată eretică și se dă poruncă să fie arsă în piață împreună cu autorul ei.

## Ecranizări[18]
- The Bridge of San Luis Rey (1929), regia Charles Brabin, cu Lili Damita, Ernest Torrence, Raquel Torres
- The Bridge of San Luis Rey (1944), regia Rowland V. Lee, cu Lynn Bari, Akim Tamiroff, Francis Lederer
- Podul din San Luis Rey (2004), regia Mary McGuckian, cu Gabriel Byrne, Robert De Niro, Harvey Keitel

## Legături externe
- Official Thornton Wilder Family Website
- The Thornton Wilder Society
- Richard H. Goldstone (1956). „Thornton Wilder, The Art of Fiction No. 16”. The Paris Review.
- „Thornton Wilder”. Find a Grave. Accesat în 18 mai 2009.
- en Thornton Wilder la Internet Broadway Database Retrieved on 2009-5-18
- en Thornton Wilder la Internet Off-Broadway Database
- Works by Thornton Wilder at Internet Archive
- Biography from The Thornton Wilder Society
- Today in History, The Library of Congress, April 17